# Dokmoka
Dokmoka é uma cidade e uma town area committee no distrito de Karbi Anglong, no estado indiano de Assam.

## Demografia
Segundo o censo de 2001, Dokmoka tinha uma população de 4670 habitantes. Os indivíduos do sexo masculino constituem 54% da população e os do sexo feminino 46%. Dokmoka tem uma taxa de literacia de 66%, superior à média nacional de 59,5%: a literacia no sexo masculino é de 73% e no sexo feminino é de 58%. Em Dokmoka, 15% da população está abaixo dos 6 anos de idade.